# Gaoua

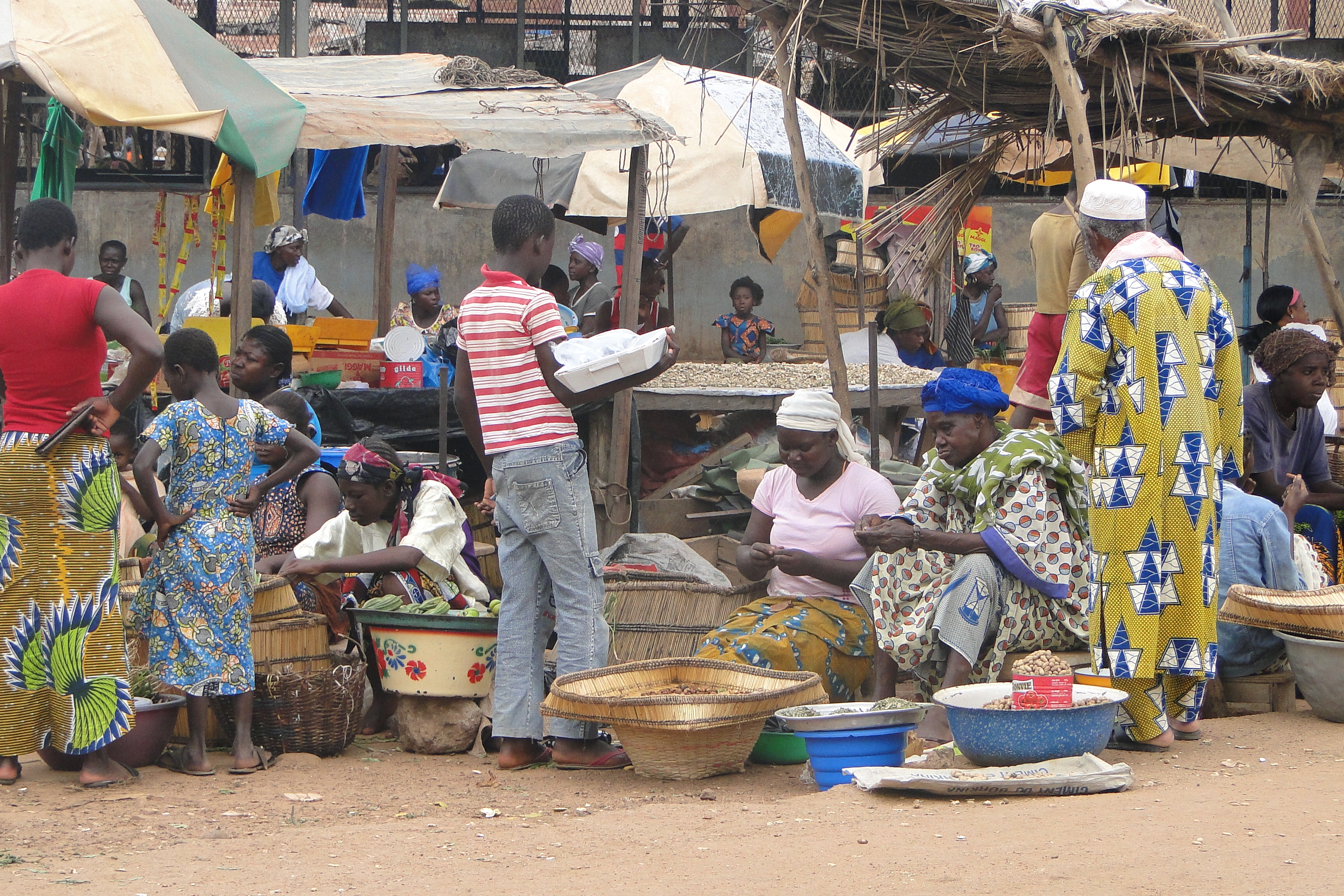
Mercado en Gaoua

Gaoua es una ciudad de mercado en Burkina Faso. Tiene una población de 30,931 habitantes (2012). Se sitúa en la tierra roja, cerros verdes, y los rápidos arroyos de sudoeste de Burkina Faso, Gaoua es la capital de la provincia Poni. Es también una clase de capital para los ritos sagrados y el conocimiento popular tradicional del pueblo Lobi.
Según mito local, Gaoua fue fundado cuando los Lobi emigraron por el norte de Ghana donde encontraron a los Gan, un pueblo que ocupaba el territorio. De esto surgió como resultado el nombre de la ciudad, (originalmente Gan-houo) que significa 'ruta del pueblo Gan'.
Las atracciones en la ciudad incluyen unos bosques sagrados, un museo y unas cuevas, una mezquita y una iglesia católica.